# フォンテーヌ (カツラメーカー)
フォンテーヌ（FONTAINE）は日本のウィッグメーカーである株式会社アデランスが展開する女性向け既製品ウィッグ（レディメイド・ウィッグ）のブランド名である。また、フォンテーヌ株式会社は、2010年8月31日まで同事業を行っていた企業である。

## 概要
1964年に大阪に本社を置く、鐘淵化学工業（現・カネカ）が開発した合成繊維「カネカロン」を使用した、合繊ウィッグ「フォンテーヌ」を発売したことに端を発する。このため元々は同社の女性用ウィッグ販売部門が母体となっており、1970年に子会社株式会社 フォンテーヌサービスとして正式に設立される。
1979年には鐘化より独立すると共に、当時関西テレビで土曜昼12時から放送されていた関西ローカルの生番組「ノックは無用!」で最後に放送されていたコーナー“魅惑の変身”（スタジオの観衆の中から1名がエレガントな風貌に変身するコーナー）にウィッグを提供したことで、同社の知名度を高めた。
1985年にアデランスにより買収され、傘下企業になると共に、1990年代には東京に本社を移す。その後も女性用ウィッグの他、理容・美容器具、繊維雑貨、インテリア装飾品などを取り扱ってきた。
2009年11月16日に女性向けオーダーメイド・ウィッグやヘアケア&スカルプケアのサービスのブランドであった「レディスアデランス」とブランド統合して新生「フォンテーヌ」となり、ロゴマークを一新。2010年7月にはグループ全体での医療向けウィッグ事業の本格展開に合わせて「ラフラ（レディメイドタイプ）」及び「ラフラ・エアフィット（オーダーメイドタイプ）」を発売した。
同年9月1日にアデランスと共に持株会社のアデランスホールディングスへ吸収合併され、アデランスホールディングスはユニヘアーに商号変更。さらに、2011年7月にはかつての子会社で使用していたアデランスに商号を戻した。
2度の商号変更でアデランスとなった後も「フォンテーヌ」のブランド名は維持されている。

## 直営店舗
「フォンテーヌ」の直営店は全国規模で構えており、立地場所や取扱品目により以下の6業態がある。
なお、かつては「レディスアデランス」から名称変更した女性向けサロン業態である「フォンテーヌクチュールサロン」を展開していたが、2014年に「レディスアデランス」に名称を戻している。一方で、アデランスが持つブランドの相乗効果を目指して1つの店舗で複数のブランドを扱う融合店舗を設けるようになった。
- フォンテーヌ

ブランド統合前から展開されており、レディメイド・ウィッグのみを扱う店舗。主に路面店や百貨店内の売場（後者の場合は「フォンテーヌコーナー」の名称となる）に出店している。
- フォンテーヌクチュール

ブランド統合後に誕生した業態で、これまでのレディメイド・ウィッグだけでなく、「レディスアデランス」ブランドで扱うオーダーメイド・ウィッグ（「フォンテーヌイヴ」シリーズなど）や医療向けウィッグ（「ラフラ」シリーズ）を含めた女性用ウィッグ全般を扱う店舗。新規店舗や従来の「フォンテーヌ」が改装や取扱品目追加により転換した店舗にみられる。なお、百貨店内の売場に出店する場合は「フォンテーヌ」の場合と同じく、「フォンテーヌクチュールコーナー」となる。
- フォンテーヌ&レディスアデランス/フォンテーヌ&アデランス

2014年9月に展開を開始した、レディメイド・ウィッグを扱う「フォンテーヌ」とオーダーメイド・ウィッグを扱う「レディスアデランス」を融合して一体化し、自髪のヘアケアやスカルプケア、カット・カラー・パーマまで行う女性向けサロン。かつて、「レディスアデランス」からの名称変更により全国で展開していた「フォンテーヌクチュールサロン」の後継業態でもある。2015年2月に愛知県名古屋市にオープンした名古屋栄では、レディメイドからオーダーメイドまで女性向けウィッグを幅広く展開するショールーム型ショップ「ジョイプラザ」を新たに立ち上げた。
なお、以前の「フォンテーヌクチュールサロン&アデランス」の後継となる男性向けサロンも併設した「フォンテーヌ&アデランス」もある。
- フォンテーヌクチュール&アデランス

2015年4月に立ち上げた融合型業態の一つで、こちらは女性用ウィッグ全般を扱う「フォンテーヌクチュール」をベースに、「アデランス」ブランドの男性用オーダーメイド・ウィッグも取り扱うウィッグ及びスカルプ&ヘアケア用品専門店。
- スワニー by フォンテーヌ

2012年10月に開始した「フォンテーヌ」の姉妹業態。サービスは「フォンテーヌ」に準じているが、取扱製品はつけ毛や部分ウィッグなどの低価格製品が中心となる。また、立地場所は「フォンテーヌ」と異なり、イオングループの総合スーパー（イオン・ダイエー）やイトーヨーカドーに出店している。
2015年6月現在、北海道、関東地区（茨城県を除く）、新潟県、愛知県、岐阜県、三重県、京都府、大阪府、山口県、九州・沖縄地区（大分県・宮崎県を除く）に展開しており、東北・四国地区は未展開である。
- ルネ オブ パリス by フォンテーヌ

2014年9月に開始した50代をターゲットにした新業態店舗。アメリカのウィッグメーカー「ルネ オブ パリス」のファッションテイストを取り入れた店舗外観となっており、取扱品目も「フォンテーヌ」ブランドに加え、海外から直輸入した「ルネ オブ パリス」ブランドも扱うなどウィッグの品ぞろえを強化しているほか、ヘアケア用品や美容機器も取り扱う。立地場所はショッピングモールやファッションビルに出店する。
2015年6月現在、北海道・茨城県・埼玉県・福井県・岐阜県に6店舗を展開している。

## CM出演者
- 浅野ゆう子（2017年 - 2022年）
- 八塩圭子（2014年4月 - ）
- 高橋恵子（2012年 - 、2013年以降は「レディス アデランス」のイメージキャラクターとなる）
- 高橋佳代子（同上）
- 萬田久子（2009年12月 - ）
- 柏原芳恵（1987年 - ）

## CMソング
- オー・プリティ・ウーマン（Oh, Pretty Woman）

## テレビスポンサード番組
以下の番組は「アデランスイヴ」名義から継続されており、2009年12月8日からクレジット表記が「FONTAINE」に変更されたが、2012年2月より「アデランス」に再変更された（CMの内容はすべて、女性向けウィッグのものである）。
- はなまるマーケット（TBS系）9:20頃 - 9:35頃（月 - 金）
- 徹子の部屋（テレビ朝日系）特定曜日13:20 - 13:35頃
- 知っとこ!（毎日放送制作・TBS系・複数社筆頭）（2009年10月3日〜）
- パネルクイズ アタック25（朝日放送制作・テレビ朝日系・ジャパネットたかた同様筆頭）（2011年10月2日〜）
- 情報ライブ ミヤネ屋（読売テレビ制作・日本テレビ系）13:58 - 14:40頃（月〜金筆頭）
- 情報プレゼンター とくダネ!（フジテレビ系）月・水・金曜9:30 - 9:50頃と火・木曜8:30 - 9:30頃

その他、アデランス（男性向け）と同じく、ローカルセールス枠やスポット枠に30秒CMが流れる場合もある。